# Кебеж
Кебеж — река в Красноярском крае России, правый приток Ои. Образуется слиянием рек Большой Кебеж и Малый Кебеж к северу от посёлка Танзыбей, устье — к северу от села Нижний Суэтук на высоте 284 метра над уровнем моря. Длина — 75 км (от истока Большого Кебежа — 131 км), площадь водосборного бассейна — 2170 км². Средний расход воды — 18 м³/с.
| Средний расход воды (м³/с) реки по месяцам и за год с 1948 по 1993 гг. (замеры производились на гидрологическом посту в районе с. Григорьевка, 64 км от устья) |

## Данные водного реестра
По данным государственного водного реестра России относится к Енисейскому бассейновому округу, водохозяйственный участок реки — Енисей от Саяно-Шушенского гидроузла до впадения реки Абакан, речной подбассейн реки — Енисей между слиянием Большого и Малого Енисея и впадением Ангары. Речной бассейн реки — Енисей.